# Седрік
Седрік (фр. Cédric) — мультсеріал 2001-ого року. Зроблений за коміксами Лаудека та Каувіна (у титрах зазначені як Людек і Кова). Серіал на даний момент має 2 сезони, транслювалося на телеканалі Малятко TV з 2017 по 2021 роки.

## Опис
Седрік — восьмирічний грайливий хлопчик, який живе зі своїми батьками і дідусем, ще він безмежно закохався в китаянку Чен. Через це він постійно потрапляє в різні халепи. Але його найкращий друг Крістіан завжди допомагає долати життєві перешкоди. І тільки дідусь розуміє Седріка краще будь-кого.

## Озвучування (французькою)
Седрік — Наташа Герріцен
Чен — Керолайн Комбс
Крістіан — Магалі Барні
Ніколас — Стефані Лаффорг
Роберт, або батько Седріка — Олів'є Пайо
Мері-Роуз, або мати Седріка — Кетрін Даньє
Пепе, або дідусь Седріка — Ів Барсак
Йоланда — Джулі Турін
Місс Неллі, або вчителька Седріка — Крістін Сірейзол